# Erwin Nievergelt
Erwin Nievergelt (* 29. April 1929 in Zürich; † 4. August 2018 in Spanien) war ein Schweizer Ökonom, Wirtschaftsinformatiker und Schachspieler.

## Leben
Erwin Nievergelt studierte Mathematik und wurde 1957 an der Universität Zürich mit der Dissertation „Die Rangkorrelation U“ zum Dr. phil. promoviert. Er lehrte von 1969 bis 1970 als Privatdozent für Operations Research an der Universität Basel. 1971 erhielt er einen Ruf auf die Professur für Allgemeine Betriebswirtschaftslehre, insbesondere mit Berücksichtigung der elektronischen Datenverarbeitung und des Informationswesens an die Universität St. Gallen. 1984 wechselte er auf eigenen Wunsch auf eine nebenamtliche, ausserordentliche Professur für Informatik. Parallel engagierte er sich in der Wirtschaft für Prognosetechniken bei Devisenkursen mit neuronalen Netzwerken und Künstlicher Intelligenz.
Nievergelt war international als Schachspieler bekannt und gehörte in den 1950er und 1960er Jahren der Schweizer Nationalmannschaft an; er war mit dieser Teilnehmer der Schacholympiaden 1954 in Amsterdam und 1958 in München. Am Clare Benedict Cup, der 1954 in Zürich ausgerichtet wurde, belegte er den zweiten Rang hinter Lothar Schmid, aber vor Max Euwe. Er war Gründer des Schachvereins „Nimzowitsch“ in Zürich und wurde fünfmal Schweizer Mannschaftsmeister. 1957 wurde er Schweizer Vizemeister.
Zudem liess er sich als Pianist ausbilden auf Stufe „Konzertreife“. Als Pensionär war er aktiver Triathlet. Er lebte im spanischen Calpe. Er war verheiratet und hatte vier Kinder.